# Formacja Irati
Formacja Irati (port. Formação Irati) – formacja geologiczna składająca się ze skał osadowych, występująca w południowej Brazylii, Paragwaju, Urugwaju i północnej Argentynie, w niecce Parany. Jej wiek oceniany jest na perm.

## Nazwa
Nazwa formacji pochodzi od miasta Irati, gdzie skały te odkryto i opisano. Nazwę formacji zdefiniował brazylijski geolog Sérgio Estanislau do Amaral.

## Opis
Wychodnie skał formacji Irati znajdują się w geoparku Paleorrota (Rio Grande do Sul)
 oraz w stanach Goiás i Mato Grosso do Sul.
Składa się głównie ze skał osadowych - łupków ilastych, w tym łupków bitumicznych, mułowców, piaskowców, skał węglanowych (wapieni, wapieni dolomitycznych, dolomitów) oraz podrzędnie zlepieńców.

## Wiek
Wiek formacji został oznaczony na podstawie badań palinologicznych na górny perm, natomiast na podstawie datowania wieku bezwzględnego cyrkonów z lamin bentonitowych na dolny perm (278 Ma ± 2,2 Ma).

## Podział

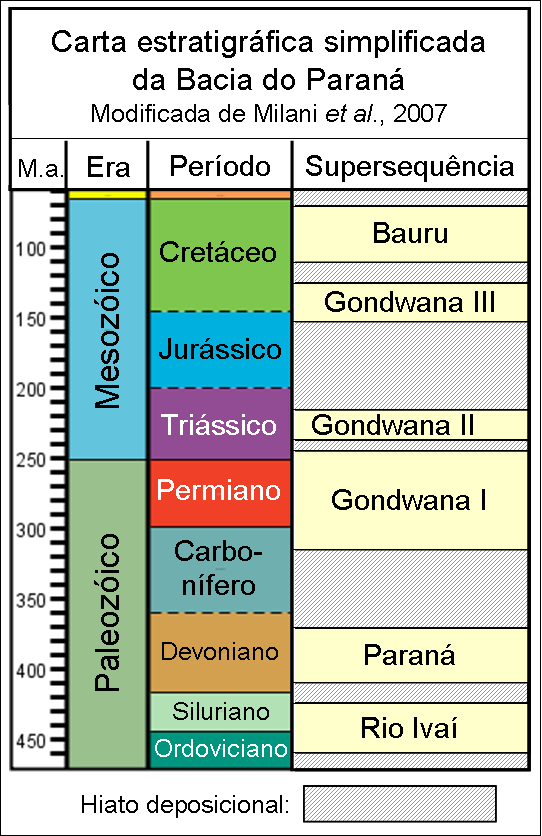
Stratygrafia niecki Parany (Milani, 1997)

Formacja Irati składa się z dwóch ogniw (od góry):
- ogniwo Taquaral (port. Membro Taquaral)
- ogniwo Assistência (port. Membro Assistência)

## Położenie
Powyżej zalega formacja Serra Alta (port. Formação Serra Alta), a poniżej formacja Palermo (port. Formação Palermo).
Milani (1997) określił formację Irati jako część supersekwencji Gondwana I (port. Supersequência Gondwana I).

## Skamieniałości
Skały formacji Irati znane są ze skamieniałości mezozaurów

## Gondwana
Formacja Irati uważana jest za ekwiwalent południwoafrykańskiej formacji Whitehill (ang. Whitehill Formation) w obrębie grupy Ecca (ang. Ecca Group) i supergrupy Karoo (ang. Karoo Supergroup).

## Znaczenie gospodarcze
W skałach formacji Irati występują złoża ropy naftowej.